# Champagne-sur-Oise
Champagne-sur-Oise este o comună franceză, situată în departamentul Val-d'Oise, în regiunea Île-de-France.

## Geografie

### Localizare
Comuna este situată în departamentul Val-d'Oise, pe malul drept al râului Oise, la o distanță de 31,4 km nord de Paris, la limita cu departamentul Oise. În valea râului Oise, reședința de departament, Pontoise, se află la 13,5 km în aval, iar sediul prefecturii și al consiliului general, Cergy, este la 16,5 km. În amonte, orașul Creil și aglomerația sa se află la 22,7 km.

### Comune limitrofe
La sud, teritoriul comunei este delimitat de râul Oise. Cele două comune limitrofe L'Isle-Adam și Mours se află pe malul opus. Persan și Chambly sunt situate la est, în câmpia care continuă colinele Vexinului francez. Celelalte trei comune limitrofe, la fel ca și Champagne, fac parte din Parcul Natural Regional al Vexinului Francez.
| Ronquerolles Hédouville | Chambly (Oise) |        |
| Parmain                 |                | Persan |
|                         | L'Isle-Adam    | Mours  |

### Topografie
Teritoriul comunei este subdivizat în trei sectoare de axele de comunicație. Sectorul situat la sud de calea ferată și la vest de autostrada A16 corespunde câmpiei aluvionare a râului Oise și este rezervat agriculturii (aproximativ 0,9 km²). Aici se află și cel mai jos punct al comunei, la 25 m deasupra nivelului mării. Sectorul aflat la est de autostrada A16 și de drumul departamental RD 301 este destinat activităților industriale. În această zonă se găsesc fosta centrală termică și zona industrială „Paradis” (în total aproximativ 0,8 km²). Cea mai mare parte a teritoriului comunei, de 9,5 km², rămâne astfel liberă de infrastructuri de transport și de zone de activitate comercială sau industrială, ceea ce a permis localității Champagne să păstreze aspectul unei comune rurale.
Orașul este amplasat la baza versantului format de coborârea masivului Vexin în valea râului Oise, la sud, și a râului Esches, la est, în extremitatea sud-estică a Vexinului francez. Cartierul Moustier, situat în jurul bisericii, și cartierul Beaux Soleils, aflat la vest, sunt construite pe versant, la fel ca zona rezidențială de case individuale „Les Sablonnets”, la nord de biserică. Cătunul Vaux, după cum sugerează și numele, este adăpostit într-o mică vale secundară situată la altitudine, la nord-vest de biserică; aici pantele prezintă diferențe de nivel considerabile. Majoritatea caselor și clădirilor sunt însă construite în câmpie, deoarece orașul s-a extins spre nord-est, părăsindu-și axa inițială de dezvoltare de-a lungul căii ferate.
Spre nord, relieful urcă în mod continuu, deși pantele devin mai domoale pe măsură ce ne îndepărtăm de râul Oise. În ansamblu, la sud de o linie de înaltă tensiune care traversează comuna de la est la vest, se găsesc numeroase păduri mici, care înconjoară complet cătunul Vaux. La nord de linia de înaltă tensiune, pădurea privată „Bois de la Tour du Lay” acoperă întregul teritoriu și se extinde și pe teritoriile comunelor vecine. Punctul cel mai înalt se află în apropierea fermei „des Tuileries”, la 177 m deasupra nivelului mării. În afara râului Oise, nu există cursuri de apă permanente în Champagne. Pârâul mlaștinii din Vaux este temporar și se varsă pe teritoriul comunei Parmain, la aproximativ un kilometru după izvor.

### Clima
În 2010, clima comunei este de tipul climatului oceanic degradat al câmpiilor din Centru și Nord, conform unui studiu al Centrului Național de Cercetare Științifică (CNRS) pe baza unui set de date care acoperă perioada 1971-2000 bazat pe o serie de date din perioada 1971-2000. În 2020, Météo-France a publicat o tipologie a climatului pentru Franța metropolitană, în care comuna este expusă unui climat oceanic și se află în regiunea climatică Sud-vest a bazinului Parisian, caracterizată printr-o ploaie redusă, în special primăvara (120-150 mm) și un iarnă rece (3,5 °C).
Pentru perioada 1971-2000, temperatura anuală medie este de 11,3 °C, cu o amplitudine termică anuală de 14,9 °C. Cumulul anual mediu de precipitații este de 666 mm, cu 11,3 zile de precipitații în ianuarie și 7,8 zile în iulie. Pentru perioada 1991-2020, temperatura medie anuală observată la stația meteorologică Météo-France cea mai apropiată, situată în comuna Pontoise la 13 km distanță, este de 12,5 °C, iar cumulul anual mediu de precipitații este de 666,7 mm.
Parametrii climatici ai comunei au fost estimați pentru mijlocul secolului (2041-2070) conform diferitelor scenarii de emisie de gaze cu efect de seră, bazate pe noile proiecții climatice de referință DRIAS-2020. Aceștia pot fi consultați pe un site dedicat publicat de Météo-France în noiembrie 2022.

## Urbanism

### Tipologie
La 1 ianuarie 2024, Champagne-sur-Oise este clasificată ca zonă de centură urbană, conform noii grile comunale de densitate în șapte niveluri, definită de INSEE (Institutul Național de Statistică și Studii Economice) în 2022. Ea aparține unității urbane Paris, o aglomerație interdepartamentală care grupează 407 comune, din care face parte ca o comună din suburbie. De asemenea, comuna face parte din zona metropolitană a Parisului, din care este o comună din coroană, această zonă reunind 1.929 de comune.

### Căi de comunicație și transporturi

#### Rețea rutieră
Principalele axe rutiere ale comunei Champagne sunt autostrada A16 și fosta șosea națională 1 (RD 301), care se întâlnesc la Ronquerolles și rămân paralele până la Mours, de unde se unesc într-un trunchi comun spre Paris. Denumirea acestui traseu este A16, apoi RN 1 și, în final, RD 301 după nodul rutier cu centura Francilienne (șosea națională 184). Cel mai apropiat acces se află la sud-est, de cealaltă parte a râului Oise, pe teritoriul comunei Mours.
Perpendicular pe A16, drumul departamental RD 4 urmează linia ferată și un traseu situat aproape de malul drept al râului Oise. Venind dinspre Chantilly, sub denumirea RD 924, acesta traversează Boran-sur-Oise, Bruyères-sur-Oise, Bernes-sur-Oise, Persan, Champagne-sur-Oise, Parmain, Auvers-sur-Oise, înainte de a ajunge la Pontoise. Trebuie menționată și apropierea de drumul RD 922, paralel cu râul Oise pe malul stâng, venind din Fosses și Luzarches și îndreptându-se spre L'Isle-Adam, Mériel și Méry-sur-Oise. Totuși, legătura cea mai rapidă cu aglomerația Cergy-Pontoise se realizează prin A16 și Francilienne.
Comunele limitrofe Ronquerolles și Parmain pot fi atinse direct doar prin drumuri comunale. Nu există nicio legătură rutieră între Champagne și Hédouville. Numeroasele drumuri comunale și căi rurale puțin circulate sunt potrivite pentru drumeții și ciclism. Trebuie menționată însă lipsa unei legături pietonale spre malul stâng al râului Oise între Persan și Parmain.

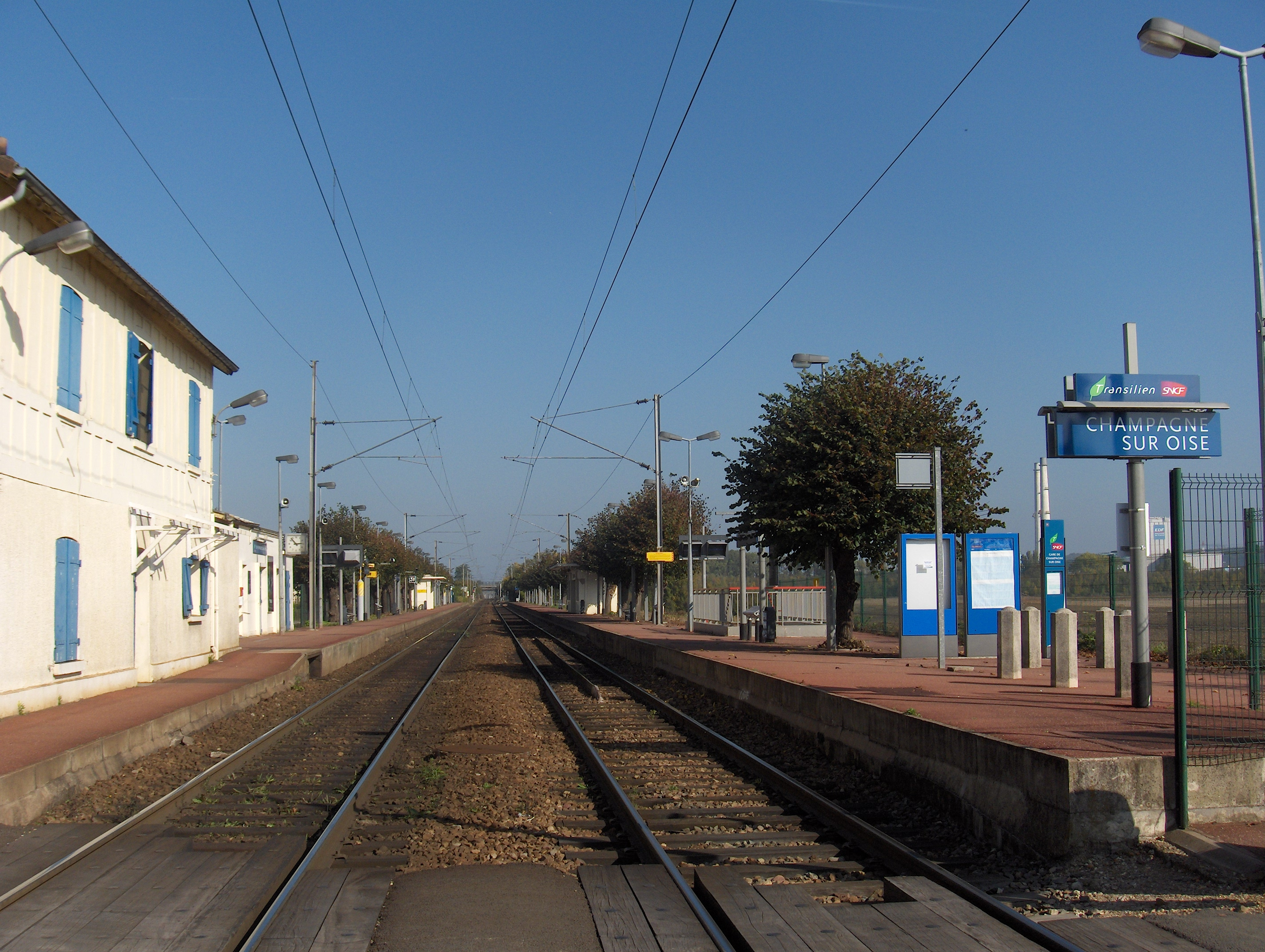
Gara Champagne-sur-Oise

#### Transport feroviar
Comuna este traversată de la nord la sud de linia Pontoise–Creil, paralelă cu râul Oise, deservită și de trenuri care circulă pe relația gara Paris-Nord – Persan-Beaumont prin Butry-sur-Oise. Trenurile de pe ambele relații fac parte din linia H a rețelei Transilien. Până la patru trenuri pe oră asigură legătura cu Parisul sau întoarcerea din acesta în orele de vârf. Toate trenurile opresc în gara Champagne-sur-Oise, situată în zona 5 a rețelei de transport public din regiunea Île-de-France. Durata călătoriei este de 3 minute până la Persan-Beaumont și de 52 de minute până la Paris. Sunt posibile conexiuni mai rapide schimbând trenul la Persan-Beaumont și utilizând un tren TER Hauts-de-France fără opriri între această gară și Paris-Nord.

## Toponimie
Numele localității este menționat sub formele Campania la începutul secolului al VI-lea, Campaniae în 1223 și Champaignes în 1382.
Provine din latinul campania, „câmpie fertilă”.

## Istorie

### Originile localității Champagne
Originile Champagne-sur-Oise datează din preistorie, fapt atestat de vestigiile descoperite pe Butte Catillon, o ridicătură de teren situată între râul Oise și calea ferată, în locul numit Les Prés de la Noue. În epoca galo-romană, satul purta numele Campagna Villa sau Campania în secolul al VII-lea.
Numele său provine din latinescul Campania (câmpie fertilă). În jurul anului 635, regele Dagobert I donează abației Saint-Denis terenuri din Chambliois, printre care și Champagne, parte a comitatului Beaumont, care aparținea unei anume doamne Théodile. În secolul al XII-lea sunt menționați seniori cu același patronimic – Simon, Eudes și Gautier, toți de Champagne –, ceea ce constituie prima atestare scrisă a satului, în 1190. Locul numit La Citadelle face, probabil, referire la un castel feudal din care nu s-a păstrat nicio urmă.

### Din Evul Mediu până la Vechiul Regim
În 1223, regele Filip August cumpără pământurile din Champagne, care intră astfel în domeniul regal. În secolul al XIII-lea, în sat este creat un spital (Hôtel-Dieu) dependent de Saint-Antoine-des-Champs. Biserica a fost construită de Pierre de Montreuil⁠(d), arhitect al regelui Ludovic al IX-lea (Sfântul Ludovic) și constructor al abației Royaumont și al Sainte-Chapelle. În 1622, comitatul Beaumont aparține Antoinettei de Pons, doamnă de onoare a reginei, iar în 1644 trece în posesia mareșalului de La Mothe-Houdancourt. În 1705, acesta este vândut familiei prinților de Conti, seniori ai localității L'Isle-Adam.
În 1789, regele Ludovic al XVI-lea a convocat toți baillii din regat, inclusiv trei reprezentanți din Champagne – unul pentru cler și doi pentru nobilime.

### Epoca contemporană
După perioada Imperiului, generalul conte Jean-Baptiste Juvénal Corbineau, ajutor de camp al Împăratului, devine primar al satului (1826-1831) și locuiește în castelul Montigny. Industrializarea atinge comuna, care se îmbogățește cu un atelier de prelucrare a mătăsii, închis în 1889.
În 1914, înaintarea trupelor germane ajunge la Champagne: o patrulă traversează comuna în direcția Parmain. În timpul Primului Război Mondial, au fost declarați peste 1 650 de morți și identificați peste 1 900 de răniți. Satul a fost marcat tragic la sfârșitul celui de-Al Doilea Război Mondial, când șapte civili au fost executați cu brutalitate de soldați ai armatei germane în retragere. Al Doilea Război Mondial a provocat mai multe victime decât Primul, cu un total de 3 125 de morți și 3 700 de răniți.
Începând cu anul 1958, pe teritoriul comunei a fost construită centrala termică EDF pe bază de cărbune, pusă în funcțiune în 1961. Producția de energie electrică a încetat în 2005, iar cele două coșuri de fum, înalte de 110 m, care marcau peisajul cantonului Beaumont-sur-Oise, au fost demolate în 2008. Cele două clădiri care adăposteau cazanele centralei au fost demolate prin implozie (după lucrări de dezamiantare) la 10 iulie 2016, într-o zi de duminică.

## Populația și societatea

### Date demografice
Evoluția numărului de locuitori este cunoscută prin recensămintele populației efectuate în comună începând din 1793. Pentru comunele cu mai puțin de 10 000 de locuitori, un recensământ al întregii populații este realizat la fiecare cinci ani, populațiile legale pentru anii intermediari fiind estimate prin interpolare sau extrapolare.
În 2022, comuna număra 5 022 locuitori, în scădere cu -0,14 % față de 2016 (Val-d'Oise: +4 %, Franța fără Mayotte: +2,11 %).
| An        | 1793 | 1821 | 1841 | 1856 | 1876 | 1886 | 1901  | 1921  | 1936  | 1962  | 1982  | 2006  | 2014  | 2022  |
| --------- | ---- | ---- | ---- | ---- | ---- | ---- | ----- | ----- | ----- | ----- | ----- | ----- | ----- | ----- |
| Populație | 642  | 705  | 643  | 707  | 672  | 708  | 1 023 | 1 226 | 1 326 | 2 136 | 3 110 | 4 404 | 4 821 | 5 022 |

## Cultură locală și patrimoniu

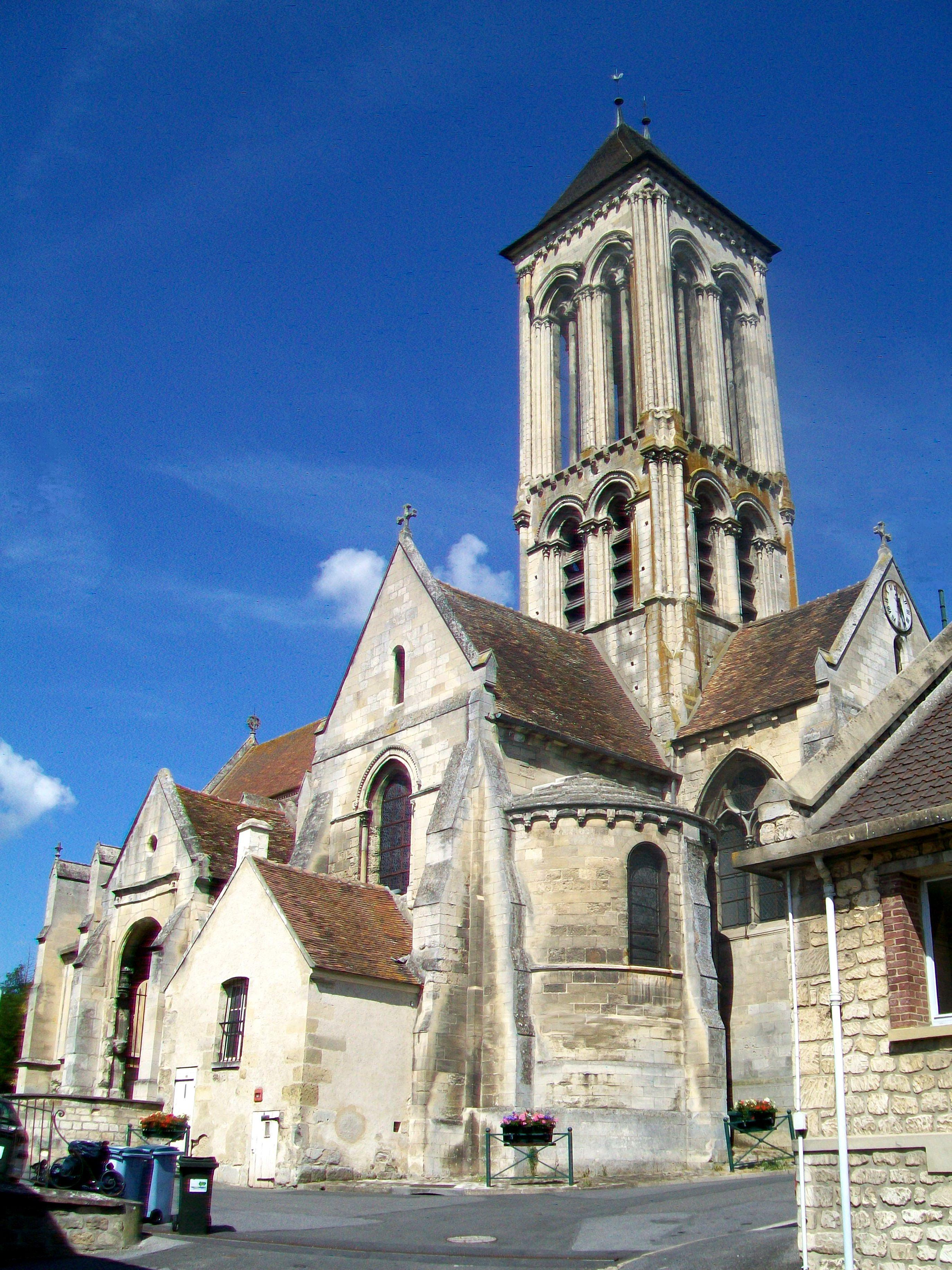
Biserica, văzută din sud-est

### Locuri și monumente
Champagne-sur-Oise are pe teritoriul său trei monumente istorice:
- Biserica Notre-Dame-de-l'Assomption (clasată ca monument istoric în lista din 1862[28])

Este cunoscută pentru arhitectura sa gotică elegantă a navei principale, construită aproximativ între 1230 și 1240 sub influența marilor șantiere regale pariziene. Deoarece Sfântul Ludovic a înființat o capelanie în biserică în 1239, se presupune că el a avut o influență directă asupra construcției bisericii, al cărei șantier a fost întrerupt între 1190 și 1230. Arcurile mari ale navei se inspiră, în anumite aspecte, din absidele bazilicii Saint-Denis, însă stilul lor rămâne tradițional. Părțile superioare reflectă cel mai bun stil radiat; designul ferestrelor superioare este preluat de la biserica de jos a Sainte-Chapelle sau catedrala din Amiens, iar modul în care sunt unite cu arcaturile aplicate ce imită triforiul face originală biserica din Champagne-sur-Oise. Transeptul și altarul, datând din anii 1180-1190, au o arhitectură de calitate, deși spațiul restrâns al altarului surprinde.
Cele mai interesante părți sunt cele două absidiole mai vechi, încă impregnate de stilul roman, construite cu mare grijă. Crucea transeptului a fost refăcută la sfârșitul secolului al XV-lea, iar pilele au fost decorate cu frize reprezentând motive vegetale, animale fantastice și personaje în activități cotidiene. Elementul cel mai remarcabil al acestei modificări este treful de sub arcul triumfal, chiar dacă și-a pierdut statuile.
Biserica era într-o stare critică la momentul clasificării, iar restaurările începute din 1870 au fost prea radicale în partea exterioară, pierzând astfel o parte din autenticitate. Turnul gotic cu două niveluri de ferestre nu și-a pierdut însă eleganța, fiind bogat decorat, ușor și zvelt, unul dintre cele mai reușite turnuri gotice din departament.
Fosta cruce de cimitir (clasată monument istoric prin decretul din 26 ianuarie 1931)
Această cruce din secolul al XVI-lea, situată aproape de pridvorul vestic al bisericii, era crucea vechiului cimitir al satului, care a fost mutată în 1863. Soclul este decorat cu un cap de înger supravegheat de o carte deschisă, iar sus pe coloană se află o Fecioară cu Pruncul.
La lucrări de consolidare din 1970, au fost descoperite la fundația sa diverse pietre sculptate, inclusiv un capitel de la sfârșitul secolului al XII-lea sau începutul secolului al XIII-lea, care ar proveni fie dintr-o fostă reședință feudală, fie din părți anterioare bisericii reconstruite în secolele XIII și XIV.
Hôtel-Dieu, 26 rue des Martyrs (monument istoric înscris prin decretul din 3 octombrie 1986)
O parte a clădirii datează din mijlocul secolului al XIII-lea, cu două ferestre în arc frânt vizibile din curte. Inițial, clădirea a servit ca închisoare regală. După transferul închisorii la Beaumont-sur-Oise, clădirile, care aveau o oarecare importanță, au fost date călugărițelor de la Saint-Antoine-des-Champs în 1270.
Având în vedere scopul lor, probabil că acestea le-au transformat în hotel-Dieu (spital). Într-adevăr, în partea rămasă se poate observa o frumoasă structură din lemn din secolul al XV-lea, având aranjamente similare celor mult mai celebre de la Hôtel-Dieu din Beaune și Hôtel-Dieu din Tonnerre, în Burgundia.
Se poate remarca de asemenea:
- Situl arheologic „Grands Marais”, Grupul Villeneuve-Saint-Germain, Neoliticul timpuriu.
- Sculptura „Annulaire”, piața Verdun

În 1996, sculptorul Claude Viseux oferă orașului său natal această sculptură, care este amplasată în piața Verdun, lângă grupul școlar Georges-Duhamel.
- Obeliscul din piața Quideau

Acest obelisc din secolul al XVII-lea, achiziționat de la un demolator, a fost reconstruit în 1974 ca fântână în piața Corentin și Élie-Quideau pentru înfrumusețarea centrului orașului. A fost mutat din nou în 2001, tot în piața Quideau, într-un loc mai retras. Acest obelisc ar putea proveni de pe domeniul regal de la Versailles, unde avea un omolog, așa cum arată o schiță de epocă.
- Casa pictorului romantic Auguste Boulard, strada Jules-Picard nr. 16

Pictorul cumpără această casă în 1856, iar șapte ani mai târziu, aici se naște fiul său, Émile.
- Spălătoria din secolul al XIX-lea, strada Welwyn
- Ultima dintre mai multe spălătorii care au existat cândva în comună, alimentate de șapte izvoare, aceasta rezultă din transformarea unei fântâni. În 1901, la cererea unui agricultor, se adaugă o adăpătoare. Pentru o perioadă îndelungată, evacuarea apelor uzate se făcea pe stradă, generând probleme de igienă, iar abia după numeroase plângeri ale localnicilor s-a construit o canalizare[34].
- Fostul castel de Champagne, numit „de Montigny”, piața Montigny

Ridicat pe versantul dealului, din această construcție a secolului al XVIII-lea, incendiată de germani în timpul retragerii din 1944, a rămas doar casa paznicului de la sfârșitul secolului al XVIII-lea și parcul magnific, o parte a acestuia, cu un iaz artificial și platani seculari, fiind cumpărată de comună în 1971 pentru a fi transformată în parc municipal.
O lucrare de fierărie artistică din secolul al XVIII-lea, poarta de intrare, a fost salvată și remontată. Aceasta a aparținut generalului Jean-Baptiste Juvénal Corbineau, primar al Champagne între 1776 și 1848. Acest personaj emblematic al epopeii napoleoniene s-a remarcat în Grande Armée în timpul dezastruoasei retrageri din Rusia, descoperind vadul Studienka pe Bérézina, permițând astfel salvarea resturilor armatei împăratului.
- Monumentul eroilor, piața General-de-Gaulle

Ridicat în 1922, este opera sculptorului Jean-Louis Bozzi, elev al Școlii de Arte Frumoase din Napoli, naturalizat de Napoleon al III-lea, care a luptat el însuși în Primul Război Mondial. Monumentul reprezintă un soldat care înscrie, pe un portal în ruină plin de gloanțe, numele a patru mari bătălii ale Marelui Război: Marna, Yser, Verdun și Somme.
- „Placa învățătorilor” pe zidul grădiniței din centru, piața General-de-Gaulle

Această placă de ceramică dedicată de departamentul Seine-et-Oise învățătorilor morți pentru Franța în Primul Război Mondial există sub aceeași formă în numeroase alte comune.
- Stela funerară a generalului Juvénal Corbineau și a soției sale, în stânga portalului vestic al bisericii[37][38].
- Prezbiteriul, piața General-de-Gaulle, în nord-vestul bisericii

Ridicat în 1868 pe un teren cumpărat de comună, după planurile arhitectului Verdier, trebuia finanțat printr-un legat al doamnei Bry. Decedată în 1863, aceasta a lăsat comunei 10.000 de franci, însă comuna i-a primit abia după moartea soțului ei în 1878. În plus, prezbiteriul adăpostește un obiect liturgic din începutul secolului al XVI-lea din argint, clasat monument istoric.
- Mormintele soldaților căzuți în Primul Război Mondial, în cimitir, strada Patrix
- Clos Patrix, strada d'Aire nr. 22

Casa natală a lui Claude Viseux. Laureat al Prix de Rome la douăzeci și trei de ani, profesor, șef de atelier de sculptură la École nationale supérieure des beaux-arts între 1975 și 1992, acest artist de renume internațional este creatorul a peste cincizeci de sculpturi monumentale în întreaga lume. Opera sa a fost răsplătită cu numeroase premii, printre care Trienala de la New Delhi și premiul Antoine Pevsner⁠(d).
- Locuință din secolul al XVII-lea, numită Tour-du-Lay, în cătunul Vaux

Această frumoasă casă de stil clasic are un corp central datat 1754, flancat de două aripi scurte adăugate în secolul al XIX-lea. Anexele au fost construite în 1849. Poarta de intrare impunătoare datează din secolul al XVIII-lea. A fost remontată de tatăl pictorului champenois Robert Lepeltier.
- Cătunul Vaux are un ansamblu de case vechi cu o arhitectură simplă, dar armonioasă, tipică construcțiilor rurale din Vexin. Multe dintre ele dispun de pivnițe boltite frumoase, uneori datând din epoca medievală. Cea situată sub fosta fermă Goberville de la numărul 34 strada Jouy prezintă numeroase grafitti[40].

### Personalități
- Stendhal (1783-1862) a stat la Champagne-sur-Oise[41].